# 台北設計城市展
臺北設計城市展，是臺北市政府文化局舉辦的一個展覽，第一屆始於2012年。
臺北設計城市展最主要是以社會設計為主題，主題範圍包括：「設計」、「人」與「當代城市發展」。當代城市面臨問題與挑戰，在設計思考後，能夠找出對社會有益的實際解決方法的展覽。

## 歷界主題
臺北設計城市展每一屆都有不同的主題。
- 2018年第六屆主題「共融」[6]

## 外部連結
- 2017臺北設計城市展 （页面存档备份，存于）